# Ват Пхра Сі Санпхет

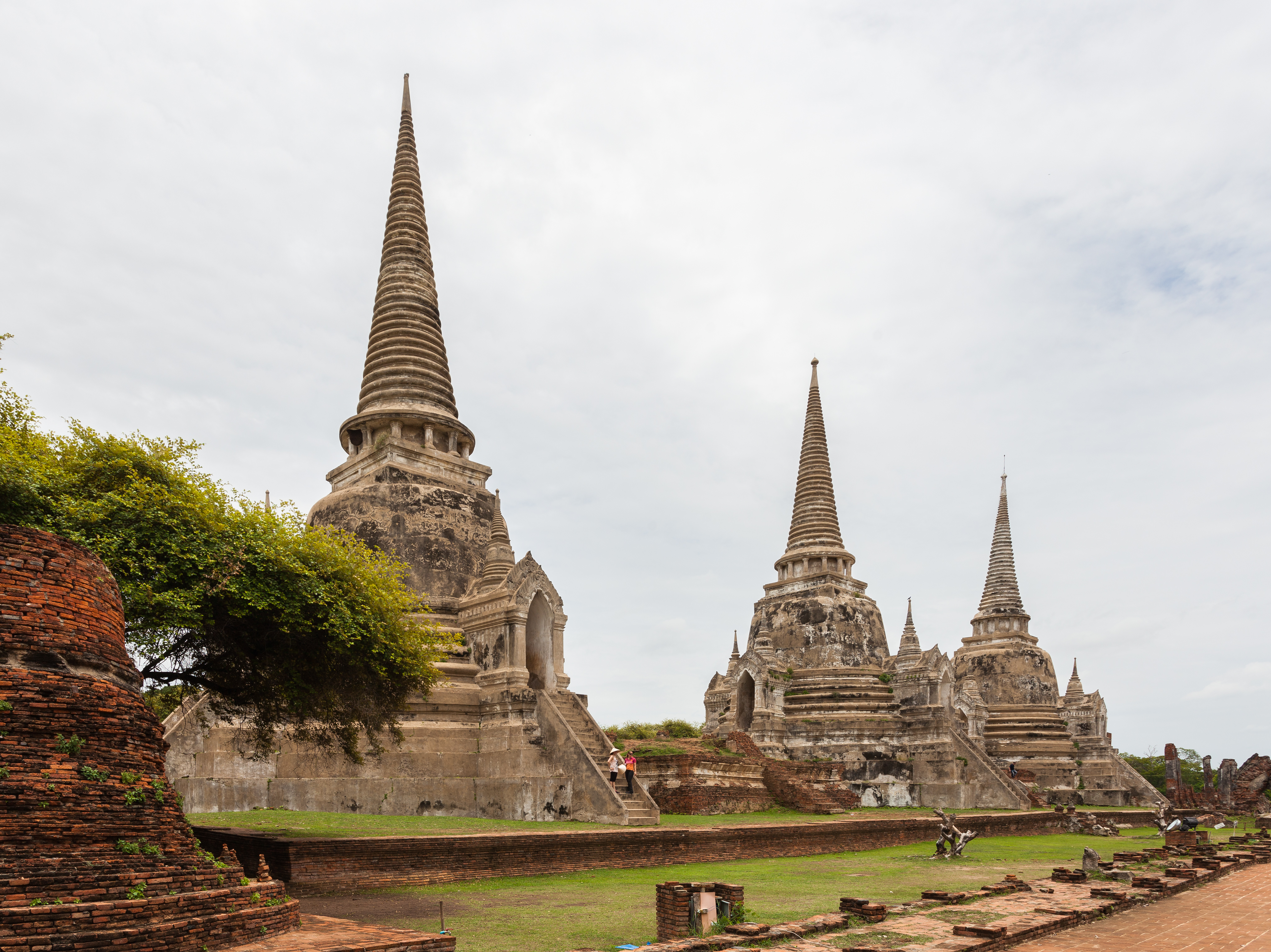
Три чеди Ват Пхра Сі Санпхет

Ват Пхра Сі Санпхет (тайська . วัด พระ ศรี สรรเพชญ) — храм в колишній столиці Таїланду Аюттхаї . Храм був заснований у 1448 році і зруйнований при взятті Аюттхаї бірманцями в 1767 році, в даний час знаходиться в зруйнованому стані . Як частина історичної Аюттхаї, входить до списку всесвітньої спадщини ЮНЕСКО. Це був найграндіозніший та найкрасивіший храм столиці.

## Історія
Храм знаходиться на частині території, з 1350 роки (заснування Аюттхая) по 1448 зайнятої царським палацом. У 1448 році цар Бороматраілоканат наказав побудувати тут храм за зразком Ват Махатхат в Сукхотаї. Його син, Раматхібоді II, в 1492 році побудував дві чеди, в яких зберігався прах його батька і брата, царя Боромарачі III. Третя чеди була побудована в 1592 році царем Боромарачей IV, і туди поміщений прах самого Раматхібоді II. Три вишикуваних у лінію чеди складають одну з найбільш відомих пам'яток Аюттхаї.
У 1479 році за наказом Раматхібоді II була побудована вігара, в якій з 1483 знаходилася золота статуя Будди висотою 16 метрів. Постамент був 8 метрів у довжину. В основі статуя була зроблена з бронзи і важила приблизно 64 тонн. Поверхня була вкрита приблизно 343 кілограмами золота. На будівництво статуї пішло більше трьох років.
У 1740-х роках цар Боромакот наказав провести реставрацію храму.
У XVIII столітті на території комплексу були також побудовані кілька десятків чеди меншого розміру, ніж основні три, і в них поміщений прах членів царської сім'ї.
Храм належав безпосередньо царській родині, і в ньому не жили ченці. Він використовувався виключно для церемоній за участю царя.
Після заняття Аюттхая бірманцями в 1767 році ват був розграбований і почав занепадати. Є малюнок чеди, зроблений в кінці XIX століття, на якому все, крім верхівки, густо заросло ліанами. Король Рама I наказав перенести залишки статуї Будди в Бангкок і помістив їх у спеціально побудовану чеди в Ват Пхо.
З 1927 року комплекс передано Міністерству мистецтва Таїланду. Проводилась часткова реставрація.

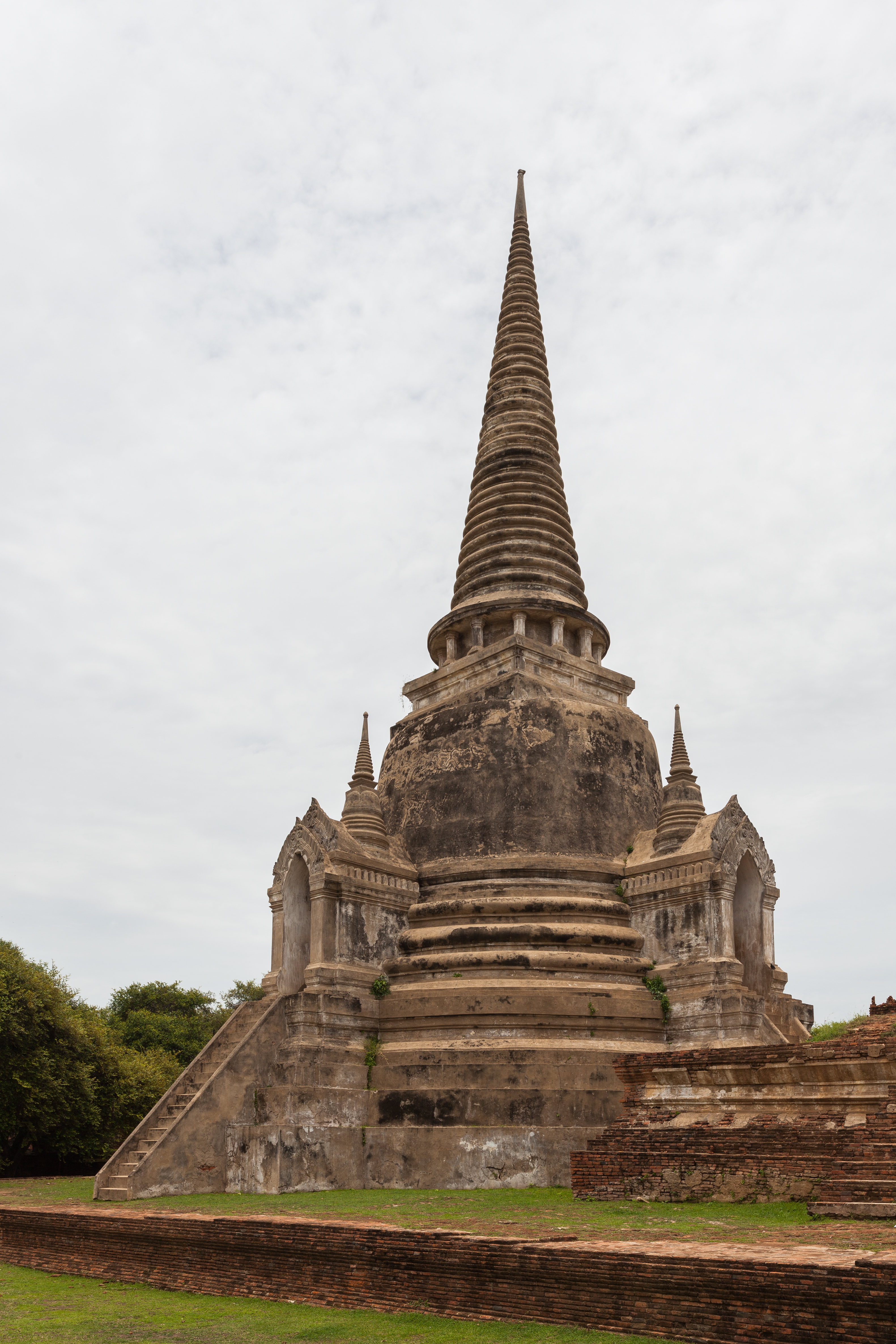
Ват Пхра Сі Санпхет

## Будова
Основною визначною пам'яткою вата є три відреставровані чеди, що стоять в його центрі на високій платформі. Західна була призначена для праху Раматхібоді II, центральна — для Боромарачі II, східна — для Бороматраілоканата. Чеди побудовані в класичному стилі за зразком цейлонської архітектури і схожі за формою на дзвін. У кожній з них з чотирьох сторін зроблені невеликі капели, куди з платформи ведуть круті сходи. До кожної з чеди зі сходу прибудований мондоп, в якому імовірно знаходився відбиток ноги Будди.
Навколо платформи прокладена стежка, Пхра рабіенг, до якої з заходу і зі сходу примикали дві нині зруйновані будівлі. Західна являла собою Віхарн (Віхарн Луанг) із золотою статуєю Будди, східна складалася з чотирьох з'єднаних Віхарн. На території храму розташовувалися також інші Віхарн, а також малі чеди для членів царської родини.
Територія вата обнесена високою огорожею з воротами.